# 폭스 스튜디오 오스트레일리아

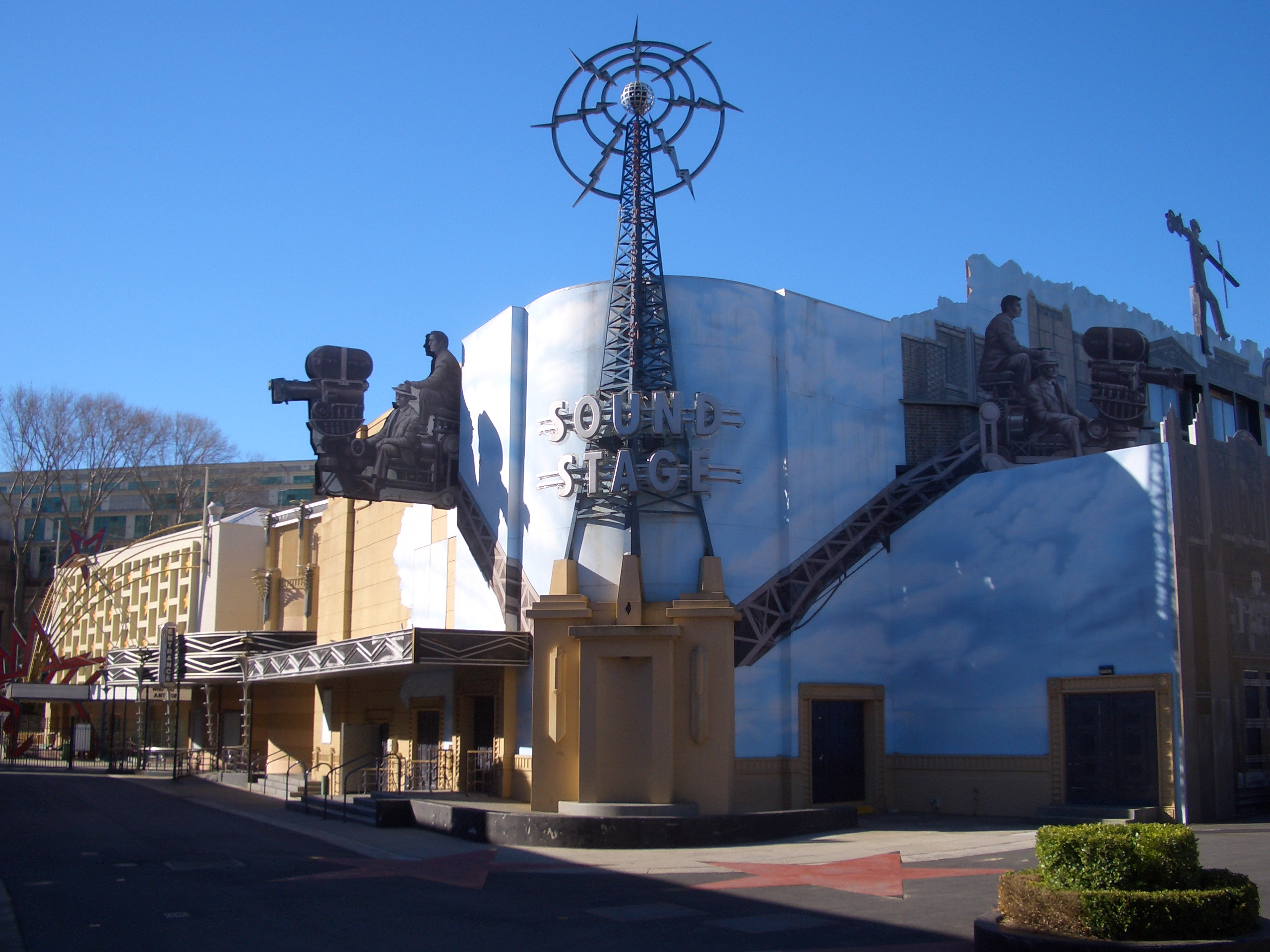
폭스 스튜디오 오스트레일리아

폭스 스튜디오 오스트레일리아(Fox Studios Australia)는 오스트레일리아 시드니 무어 파크 지역에 위치한 대형 영화 촬영장이다. 스튜디오가 세워지기 전 이 지역은 시드니 쇼 그라운드라는 명칭으로 알려졌었다.
1998년 5월 스튜디오의 설립 이래로 매트릭스, 물랑 루즈, 미션 임파서블 II, 스타워즈 에피소드 II, 스타워즈 에피소드 III, 슈퍼맨 리턴즈와 같은 블록버스터 영화가 제작되었다.

## 특징
시드니 중심 업무 지구로부터 약 10분 거리, 132,000 제곱미터의 부지에 세워진 이 스튜디오는 8곳의 스테이지와 제작 사무실과 작업장, 60가지 이상의 독립적인 업무를 담당하는 시설이 있다. 이러한 시설에서는 고용, 섭외, 편집, 일정 등의 영화 제작 전반에 관련 된 서비스를 제공한다.
폭스 스튜디오는 본래 대중에 개방되어 있었으나 방문객과 관람 시설의 부족 등의 이유로 폐쇄되었다.
과거 폭스 스튜디오 엔터테인먼트 지구로 명명된 스튜디오 인근 지역에는 레스토랑, 카페, 상점, 체육 시설 등 여가를 위한 많은 시설들이 위치하고 있으며 지금은 엔터테인먼트 쿼터라는 이름으로 지역의 명칭이 개명되었다.

## 소유
폭스 스튜디오 오스트레일리아는 뉴사우스웨일스주 정부로부터 뉴스 코퍼레이션에 99년간 임차하는 조건으로 소유권이 양도 되었다.

## 제작 작품
괄호안의 기간은 개봉 시기가 아닌 제작 기간을 의미한다.
- 다크 시티 (1996년 - 1997년)
- 꼬마 돼지 베이브 2 (1998년)
- 매트릭스 (1998년)
- 파스케이프 시리즈 1 (1999년) - TV 시리즈
- 미션 임파서블 II
- 홀리 스모크 (1999년)
- 물랑 루즈 (1999년 - 2000년)
- 어느 스페인 여인의 이민사 (2000년)
- 스타워즈 에피소드 II 클론의 습격 (2000년)
- 캥거루 잭 (2001년)
- 콰이어트 아메리칸 (2001년)
- 매트릭스 리로디드 (2001년 - 2002년)
- 매트릭스 레볼루션 (2001년 - 2002년)
- The Night We Called It a Day (2002년)
- The Mystery of Natalie Wood (2003년) - TV 영화
- 스타워즈 에피소드 III 시스의 복수 (2003년 - 2005년)
- 마스크 2 마스크의 아들 (2004년)
- 스텔스 (2004년)
- 슈퍼맨 리턴즈 (2004년)
- 오스트레일리안 아이돌 (2007년)
- 오스트레일리아 (2007년)
- 엑스맨 오리지널 - 울버린 (2009년)

## 같이 보기
- 영화 제작사 목록